# Nina Drummen
Nina Drummen, artiestennaam van Alphonsa Elisabeth Maria Eyck-Drummen (Heerlen, 1926) is een Nederlandse schilder en tekenaar.

## Leven en werk
Drummen werd op 26 oktober 1926 geboren in Heerlen. Van 1943 tot 1944 studeerde ze aan de Kunstnijverheidsschool in Maastricht. Op 20 november 1946 huwde ze met journalist Jan C.C. Drummen. In de daaropvolgende jaren maakte ze geen nieuw werk tot 1952, tot ze opnieuw begon te tekenen. In 1956 schilderde ze op doek, maar later vernietigde ze deze werken. In 1964 zou ze weer beginnen te schilderen. Ze ging verder met lakverf en gouache op papier, waarmee ze respectievelijk  in 1958 en 1960 begon te werken. In de jaren daarna had Drummen drie tentoonstellingen in Parijs: haar eerste in het Institut Néerlandais (1963), en daarna in galeries Tivey-Foucon (gouaches) (1964), Romanet-Rive Gauche (1965) en Galerie La Palette Bleue (1965). Vervolgens had ze tentoonstellingen in Nederland: in galeries Kunsthandel de Jong-Bergers in Maastricht (1966) en Santée-Landweer in Amsterdam (1968) en bij Stichting Nijmeegs Museum voor Beeldende Kunsten in Nijmegen (1970). Vermoedelijk is ze in de loop der jaren naar Parijs verhuisd, want in de tentoonstellingsbrochure van Nijmegen wordt haar adres daar gesitueerd.
Drummen heeft haar leven lang kunst gemaakt in verschillende disciplines, zoals schilderkunst, aquarel, tekenkunst, pastel en gouache. Als onderwerpen neemt ze vooral mensen, dieren en planten. Haar stijl is gerelateerd aan nieuwe figuratie. Drummen stelde voornamelijk tentoon in galeries. Er weinig over haar geschreven, behalve korte biografische aantekeningen in overzichtswerken en tentoonstellingsbrochures.